# Billy Bremner
William John "Billy" Bremner (9. december 1942 - 7. december 1997) var en skotsk fodboldspiller (midtbane) og manager.
Bremner spillede hele sin 22 år lange karriere i England, hvor han primært var tilknyttet Leeds United. Han spillede for Yorkshire-klubben i hele 17 sæsoner, og var med til at vinde to engelske mesterskaber, en FA Cup-titel og to udgaver af Messeby-turneringen, der var en forløber for UEFA Cuppen. Han forlod klubben i 1976, og sluttede karrieren af hos henholdsvis Hull City og Doncaster Rovers, hos sidstnævnte som spillende manager.
Bremner spillede desuden 54 kampe og scorede tre mål for det skotske landshold. Hans første landskamp var et opgør mod Spanien 8. maj 1965, hans sidste en kamp mod Danmark 13. september 1975. Han repræsenterede sit land ved VM i 1974 i Vesttyskland og spillede alle landets tre kampe i turneringen.
Bremner døde af et hjertetilfælde i december 1997, i en alder af kun 54 år. Han blev senere af Leeds Uniteds supportere valgt som klubbens bedste spiller nogensinde, og fik en statue rejst af sig foran klubbens stadion Elland Road. Han er også blevet optaget i Scottish Football Hall of Fame.

## Titler
Engelsk mesterskab
- 1969 og 1974 med Leeds United

FA Cup
- 1972 med Leeds United

Football League Cup
- 1968 med Leeds United

Charity Shield
- 1969 med Leeds United

Messeby-turneringen
- 1968 og 1971 med Leeds United